# Horst Kremling
Horst Kremling (* 27. Juli 1920 in Breslau; † 24. Oktober 2013) war ein deutscher Gynäkologe.

## Werdegang
Kremling wurde 1945 an der Universität Halle promoviert. Danach erfolgt seine Fachausbildung für Urologie am Allgemeinen Krankenhaus der Stadt Nürnberg unter Pflaumer und anschließend unter Steichele. Als Facharzt für Urologie kam er 1950 an die Frauenklinik der Universität Würzburg unter Karl Burger. Er arbeitete praktisch und wissenschaftlich erfolgreich vor allem auf dem Gebiet der Gynäkologischen Urologie und Geburtshilfe. Er verfasste über 150 wissenschaftliche Arbeiten und Vorträge, sieben Buchbeiträge und mehrere eigene Bücher. Im Jahr 1952 beschrieb er erstmals eine ohne Fieber auftretende (afebrile) Pyelonephritis als Schwangerschaftskomplikation. Er habilitierte sich 1955, wurde 1963 außerplanmäßiger Professor und  1978 Professor für Geburtshilfe und Frauenheilkunde. Seine Gynäkologische Urologie und Nephrologie, 1977 mit Wolfgang Lutzeyer und Heintz herausgegeben, erlebte 1982 eine 2. Auflage, eine spanische und eine russische Ausgabe. Von 1976 bis 1982 war er Vizepräsident der Universität.
Nach seiner Emeritierung entstand auf der Grundlage zahlreicher Fachgutachten für Gerichte und für ärztliche Schlichtungsstellen mit den Professoren Goecke und Solbach 1991 die Forensische Gynäkologie. Danach bearbeitete er vor allem medizinhistorische Themen. Die Geschichte der Gynäkologischen Urologie entstand 1987.
Er war Mitglied der New York Academy of Sciences und lebte in Gerbrunn bei Würzburg.

## Schriften
- Neuere Ergebnisse über den Einfluß der Gravidität auf Physiologie und Pathologie der ableitenden Harnwege. Medizinische Habilitationsschrift Würzburg 1955 (auch in: Medizinische Klinik. Band 52, 1957, S. 489–496, 505–508 und 536–542).
- mit Wolfgang Lutzeyer und Robert Heintz: Gynäkologische Urologie und Nephrologie. München/Wien/Baltimore 1977; 2. Aufl. ebenda 1982.

## Ehrungen
- 1982: Verdienstkreuz am Bande der Bundesrepublik Deutschland
- 1995: Medaille „Bene Merenti“ in Gold der Universität Würzburg